# Michail Alekseevič Kuzmin
Michail Alekseevič Kuzmin (in russo Михаил Алексеевич Кузмин?; 6 ottobre 1872 – 1º marzo 1936) è stato uno scrittore, compositore e poeta russo.
Il suo nome è traslitterato anche come Mikhail Kuzmin o Mihail Kuzmin.

## Biografia
Il punto di vista di Kuzmin sull'arte aveva molto in comune con Sergej Djagilev ed il Mir iskusstva. Era affascinato dalla novellistica di Voltaire e di Flaubert e dai romanzi degli antichi greci, li imitava e tradusse L'asino d'oro in russo. 
Nel 1906 pubblicò il primo romanzo russo a tema omosessuale, Крылья ([Kryl'ja], letteralmente "ali", tradotto in italiano con il titolo di Vanja, che sarebbe stato dileggiato da Vladimir Nabokov nella sua novella del 1930 Соглядатай (Sogljadataj). 
Come poeta viene di solito raggruppato fra i poeti acmeisti. 
Kuzmin scrisse il primo corpus consistente di versi sciolti in russo. La trota rompe il ghiaccio (1929) è la sua sequenza di poesie più significativa, che esplora i temi omosessuali.

## Opere (tradotte in italiano)
- La prodigiosa vita di Giuseppe Balsamo, conte di Cagliostro, a cura di Paola Ferretti, Sellerio, Palermo, 1991, ISBN 978-88-389-0720-3.
- Le imprese di Alessandro il Grande, a cura di Paola Ferretti, Edizioni Studio Tesi, Pordenone 1992, ISBN 88-7692-339-X.
- Il principe Desiderio e altre fiabe, a cura di Paola Ferretti, Edizioni Studio Tesi, Pordenone 1992, ISBN 88-7692-385-3.
- Le avventure di Aymé Leboeuf, a cura di Paola Ferretti, Sellerio, Palermo, 1993, ISBN 978-88-389-0942-9.
- La trota spezza il ghiaccio, a cura di Pia Pera, Edizioni l'Obliquo, Brescia, 1994.
- Tre racconti italiani, a cura di Paola Ferretti, Brescia, L'Obliquo, 1997.
- Racconti d'amore e di mistero, a cura di Sergio Trombetta, Voland, Roma, 1998, ISBN 88-86586-39-6
- Vanja. Un'educazione omosessuale, a cura di Daniela Di Sora e Sergio Trombetta, Edizioni e/o, Roma, 1993, ISBN 88-7641-186-0
- Viaggi immaginari, traduzione di Daniela Di Sora, introduzione di Sergio Trombetta, Voland, Roma, 2000, ISBN 88-86586-67-1
- Per strada (traduzione di Sergio Trombetta).
- Canti di Alessandria, a cura di Paola Ferretti, Borgomanero (NO), Ladolfi editore, 2015, ISBN 978-88-6644-218-9.
- Poesie, Traduzione e note di Sergio Baldelli: Testo russo a fronte, Edizione indipendente, 2024, ISBN 979-8322723912